# Hogeschool-Universiteit Brussel
Pour les articles homonymes, voir HUB.
La Hogeschool-Universiteit Brussel (HUB ou HUBrussel) était le résultat d'une fusion entre l'université catholique de Bruxelles (K.U.Brussel) et trois hautes écoles (EHSAL, VLEKHO et Honim), toutes situées à Bruxelles.
En septembre 2014, la HUB fusionnait avec sa partenaire KAHO pour devenir Odisee, membre de l'association universitaire KU Leuven, après qu'en 2013 une partie des formations de la HUB aient été reprises par la KU Leuven.
À ce jour, les formations de 1er cycle (Bachelier professionnel)) sont organisées par Odisee tandis que la KU Leuven campus Brussel prend le relais pour l'organisation des formations à Bruxelles, Alost et Gand de 1er cycle (Bachelier universitaire), de 2e et 3e cycle (Master/Doctorat). 

## Les formations
La HUB organisait 25 formations supérieures.
Les « bacheliers académiques » visent à délivrer une formation qui sera complétée d'un master. Ils prévoient donc une solide base en recherche, essentielle pour les masters. 
Les « bacheliers professionnels » visent un développement pratique et professionnel qui prépare les étudiants à l'exercice indépendant d'un métier. 
En plus des études de masters et bacheliers, la Hogeschool-Universiteit Brussel organisait des programmes post-bacheliers, post-masters et un grand nombre de programmes post-gradués.